# 日南線
日南線（日语：／ Nichinan sen */?）是一條連接宮崎縣宮崎市南宮崎站至鹿兒島縣志布志市的志布志站的鐵路線（地方交通線）。由九州旅客鐵道（JR九州）管理。
沿線大部分路段是沿日南海岸和鰐塚山地的縫隙行走，是將宮崎縣南部與鹿兒島縣東部的市町連結的行樂、地域輸送路線。
日南線內目前只有南宮崎站與田吉站可以使用IC卡「SUGOCA」。一般型實時列車位置情報系統「哪裡哪裡」，只限在南宮崎站－田吉站的「宮崎機場線」進行列車位置情報的智能手機應用程式顯示。不過，JR九州已公佈田吉至青島之間的區間將於2025年度引入「SUGOCA」。

## 路線資料
- 管轄（事業類別）：九州旅客鐵道（第一種鐵道事業者）
- 路線距離（營業距離）：88.9公里
- 軌距：1067毫米
- 站數：28個（包括起終點站）
  - 若只限屬於日南線的車站，排除起點的南宮崎站（屬於日豐本線[6]）則為27個。
- 複線路段：沒有（全線單線）
- 電氣化路段：南宮崎站－田吉站間（交流電20,000V、60Hz）
- 閉塞方式：
  - 南宮崎－田吉間：特殊自動閉塞式（軌道回路檢知式）
  - 田吉－志布志間：特殊自動閉塞式（電子符號照查式）
- 最高速度：85公里/小時

全線由鹿兒島支社管轄。

## 運行形態
本線主要只有兩條列車行走，第一種是行走南宮崎/宮崎至青島/油津/志方志的柴油動車組列車，另一種是在田吉站直通至宮崎機場站的電聯車，這些列車大部分是特急列車。而第一種列車通常稱為「日南線列車」，有關另一種列車的資料，請參考條目。
另外，本線在早上和晚上都有列車直通至日豐本線的佐土原站。
現時，所有普通列車都使用一人控制模式。宮崎至志布志之間的列車大約1至2小時一班、此外還有區間列車運行宮崎/南宮崎至青島/油津/南郷。除了普通列車，還有快速列車「日南海洋號」運行下行的宮崎至志布志、上行的南郷至宮崎，每日來回一班，「日南海洋號」的下行使用一節KiHa40型車廂、上行使用兩節KiHa47型車廂運行。
在2009年10月10日，高千穗鐵路線結業，而其下的TR400形就改造成為KiHa125型400番台，並用作觀光特急「海幸山幸」號之用，行走宮崎至南鄉之間。此列車為田吉站之南的唯一特急列車。
在非電氣化路段，田吉至志布志之間，除了特急「海幸山幸」外，所有列車都使用在國鐵時代製造的KiHa40系列車運輸、在民營化後就加入使用KiHa125形0番台和KiHa200系列車運輸。

## 历史

### 宮崎輕便鐵道→宮崎鐵道→宮崎交通
- 1913年10月31日：【開始營業】宮崎輕便鐵道 赤江（現在：南宮崎） 至内海 【新車站】赤江、田吉（第一代）、南方（第一代，簡單車站）、木花（第一代）、青島（第一代）、折生迫（第一代）、内海（第一代）
- 1914年7月15日：【簡單車站→停車站】南方
- 1915年：

- 3月20日：【新停車站】曾山寺（第一代）
- 17月1日：【車站改名】赤江→大淀

- 1920年?月?日：【公司改名】宮崎輕便鐵道→宮崎鐵道
- 1923年10月22日：【新停車站】青島溫泉
- 1939年3月21日：【新停車站改名】青島溫泉→孩子之國（第一代）
- 1942年：

- 4月1日：【車站改名】大淀→南宮崎
- 4月7日：【新臨時停車站】本郷

- 1943年：

- 8月24日：戰時的企業統合政策，由宮崎鐵道改名為宮崎交通。
- 9月1日：【臨時停車站停用】本郷

- 1949年1月20日：【新停車站】江佐原
- 1962年：

- 1月：青島至內海之間因為泥石流而暫停營運休止。
- 7月1日：【路線停業】南宮崎至内海 【車站停用】機場前、田吉（第一代）、南方（第一代）、江佐原、木花（第一代）、曾山寺（第一代）、孩子之國（第一代）、青島（第一代）、折生迫（第一代）、白濱、内海（第一代）

### 宮崎縣營鐵道飫肥線・宮崎縣營軌道→國有鐵道油津線
- 1913年8月18日：【開始營業】宮崎縣營鐵道飫肥線 飫肥至油津（3.9英里、6.4公里） 【新車站】油津（第一代）、一里松、飫肥（第一代）
- 1914年6月22日：【新停車站】星倉
- 1919年6月3日：【車站→停車站】一里松
- 1929年3月5日：【新停車站】妻手橋、宮之前
- 1930年10月1日：【停車站→車站】一里松
- 1931年6月15日：【停車站→車站】星倉
- 1931年9月8日：【延長路線】飫肥（第二代）至東飫肥(0.4公里) 【新車站】飫肥（第二代） 【車站改名】飫肥（第一代）→東飫肥
- 1932年8月1日：【開始營業】宮崎縣營軌道 星倉至大藤(5.3公里) 【新停車站】（貨物站）殿所、（貨物站）内之田、（貨物站）大藤
- 1935年7月1日：【收購並國有化】油津線 飫肥至油津(6.8公里)、星倉至大藤(5.3公里)
- 1937年4月5日：【車站改名】油津→元油津
- 1941年10月28日：【路線停業】油津線 飫肥至元油津(-6.8公里)、星倉至大藤(-5.3公里)。※隨著志布志線延長路線，元油津附近路段改變路軌，以供上志布志線的貨物支線用 【車站停用】元油津、妻手橋、一里松、宮之前、星倉、東飫肥、飫肥（第二代）、（貨物站）殿所、（貨物站）内之田、（貨物站）大藤[8]。

### 志布志線
- 1935年4月15日：【延長路線】志布志至榎原(28.5公里) 【新車站】大隅夏井、福島今町、福島仲町、日向北方、日向大束、榎原
- 1936年3月1日：【延長路線】榎原至大堂津(10.2公里) 【新車站】南郷、大堂津
- 1937年4月19日：【延長路線】大堂津至油津(4.3公里) 【新車站】油津（2代）
- 1941年10月28日：【延長路線】油津至北郷(13.5公里)、油津至元油津（1.0公里。貨物支線。但實際上，其實是前油津線的路段） 【新車站】吾田、飫肥（第三代）、内之田、北郷[9]。
- 1952年1月1日：【車站改名】吾田→日南
- 1960年7月25日：【貨物支線停用】油津至元油津(-1.0公里)

### 日南線
- 1963年5月8日：【開始營業】日南線 南宮崎至北郷(+32.5公里)，為客用鐵路，志布志線志布志至北郷(+56.5公里)的路段編入為日南線。 【新車站】田吉（第二代）、南方（第二代）、木花（第二代）、曾山寺（第二代）、孩子之國（第二代）、青島（第二代）、内海（第二代）、小內海、伊比井
- 1964年3月30日：南宮崎至北郷(32.5公里)貨物運輸開始
- 1966年12月1日：【新車站】折生迫
- 1971年10月1日：【車站停用】田吉（第二代）
- 1982年11月15日：全線貨物運輸廢止
- 1984年3月18日：【新臨時停車站】運動公園
- 1987年4月1日：【承繼】九州旅客鐵道（第1種鐵道事業者） 【臨時停車站→車站】運動公園
- 1990年2月20日：【縮短路線】改變志布志站位置（-0.1公里）
- 1990年8月8日：【新臨時車站】食之綠博覽會（南宮崎至南方之間、現時田吉站南方側、1990年（平成2年）9月17日停用）
- 1994年3月1日：開始一人控制
- 1996年7月18日：宮崎機場線開業 【電氣化】南宮崎至田吉。【新車站】田吉（第三代）
- 2011年1月26日-28日：霧島山新燃岳噴火，青島至志布志之間停運。
- 2015年11月14日：南宮崎及田吉可以使用IC卡「SUGOCA」[10]。
- 2016年12月22日：顯示列車位置情報系統「哪裏哪裏」（どれどれ）於南宮崎 - 田吉路段投入使用[3]。
- 2017年：

- 3月4日：快速「日南Marine號」下行列車加停谷之口、日向北方、大隅夏井三站，間接使飫肥～志布志一段變為各站停車。
- 10月：隨南宮崎站內連動装置及電子連動裝置更新。日南線的管理站由南宮崎站改為同站內的宮崎乘務中心負責。

- 2020年：

- 7月8日：受令和2年7月豪雨影響，部份線路出現山泥傾瀉。南鄉～志布志間暫停服務。
- 7月13日：南鄉～志布志間重新復運。

- 2021年：

- 3月13日：隨時間表改正，快速「日南Marine號」上行列車改由志布志發車、折生迫、內海、小內海三站改為通站，上下行停車站統一化。
- 9月16日：受超強颱風燦都接近所帶來的豪雨，小內海站及周邊發生山泥傾潟，青島～志布志間暫停服務。
- 12月11日：青島～志布志間服務恢服。

- 2022年：

- 3月31日：為改善不斷出現赤字營業額（2021年度日南線錄得了9億6700萬日圓赤字），JR九州委任了宮崎縣出身、曾擔任宮崎放送播音員的YouTuber田代剛為宣傳大使，推廣日南線及吉都線鐵路行。
- 4月1日：隨宮崎支社成立，本線管轄權由鹿兒島支社轉移至宫崎支社。
- 9月19日：受超強颱風南瑪都接近及大雨影響，青島～志布志間暫停運行。
- 9月23日：青島～南鄉間重開。另隨時間表改正，日豐本線不再駛進宮崎以北（即駛至佐土原站的班次全部縮短），「日南Marine號」上行列車改止於南宮崎站。

- 2023年：

- 1月21日：南鄉～福島今町間再開。
- 3月15日：福島今町～志布志間重開，全線復舊。
- 10月1日：與JR九州服務支援的業務委託完結，所有同社內的業務委託站全改為JR九州直營站。

- 2024年：

- 3月16日：隨時間表改正、「日南Mariner號」上行列車伸延至宮崎站。
- 9月7・8日：因日向坂46於宮崎縣綜合運動公園舉行「日向Fest2024」演唱會，特別加開宮崎～南宮崎～木花（會場最近車站）～青島間的臨時快速（一部分為來往南宮崎的普通列車、含需轉車）下行10本・上行18本。
- 10月22日：受線狀雨帶引發的豪雨、南鄉～志布志間暫停運作。
- 12月2日：南鄉～志布志間重開。

- 2025年度內：田吉～青島區間可以使用「SUGOCA」[26][27]。

## 車站列表
為方便起見，由較多直通列車的日豐本線宮崎站起記載。
- 停靠站

- 普通…停靠所有車站
- 特急「海幸山幸」、快速「日南Marine號」…●的車站所有列車停靠，｜的車站所有列車通過

- 軌道（全線單線） … ◇：可列車交會，｜：不可列車交會

| 路線名稱 | 中文站名 | 日文站名 | 英文站名 | 站間營業距離 | 南宮崎起計 營業距離 | 快速 | 特急                     | 接續路線                             | 軌道              | 所在地            | 所在地 |
| -------- | -------- | -------- | -------- | ------------ | ------------------- | ---- | ------------------------ | ------------------------------------ | ----------------- | ----------------- | ------ |
| ※        | 宮崎     |          |          | -            | 2.6                 | ●    | ●                        | 九州旅客鐵道：日豐本線（延岡方向）   | ◇                 | 宮崎縣            | 宮崎市 |
| ※        | 南宮崎   |          |          | 2.6          | 0.0                 | ●    | ●                        | 九州旅客鐵道：日豐本線（鹿兒島方向） | ◇                 | 宮崎縣            | 宮崎市 |
| 日南線   | 南宮崎   |          |          | 2.6          | 0.0                 | ●    | ●                        | 九州旅客鐵道：日豐本線（鹿兒島方向） | ◇                 | 宮崎縣            | 宮崎市 |
| 田吉     |          |          | 2.0      | 2.0          | ●                   | ●    | 九州旅客鐵道：宮崎機場線 | ◇                                    |                   | 宮崎縣            | 宮崎市 |
| 南方     |          |          | 2.2      | 4.2          | ｜                  | ｜   |                          | ｜                                   |                   | 宮崎縣            | 宮崎市 |
| 木花     |          |          | 3.3      | 7.5          | ●                   | ｜   |                          | ◇                                    |                   | 宮崎縣            | 宮崎市 |
| 運動公園 |          |          | 1.5      | 9.0          | ●                   | ｜   |                          | ｜                                   |                   | 宮崎縣            | 宮崎市 |
| 曾山寺   |          |          | 1.2      | 10.2         | ｜                  | ｜   |                          | ｜                                   |                   | 宮崎縣            | 宮崎市 |
| 子供之國 |          |          | 1.2      | 11.4         | ●                   | ●    |                          | ｜                                   |                   | 宮崎縣            | 宮崎市 |
| 青島     |          |          | 1.3      | 12.7         | ●                   | ●    |                          | ◇                                    |                   | 宮崎縣            | 宮崎市 |
| 折生迫   |          |          | 1.1      | 13.8         | ｜                  | ｜   |                          | ｜                                   |                   | 宮崎縣            | 宮崎市 |
| 內海     |          |          | 3.7      | 17.5         | ｜                  | ｜   |                          | ｜                                   |                   | 宮崎縣            | 宮崎市 |
| 小內海   |          |          | 2.4      | 19.9         | ｜                  | ｜   |                          | ｜                                   |                   | 宮崎縣            | 宮崎市 |
| 伊比井   |          |          | 3.4      | 23.3         | ●                   | ｜   |                          | ◇                                    | 日南市            | 宮崎縣            |        |
| 北鄉     |          |          | 9.2      | 32.5         | ●                   | ●    |                          | ◇                                    | 日南市            | 宮崎縣            |        |
| 內之田   |          |          | 4.6      | 37.1         | ｜                  | ｜   |                          | ｜                                   | 日南市            | 宮崎縣            |        |
| 飫肥     |          |          | 2.7      | 39.8         | ●                   | ●    |                          | ◇                                    | 日南市            | 宮崎縣            |        |
| 日南     |          |          | 4.0      | 43.8         | ●                   | ●    |                          | ｜                                   | 日南市            | 宮崎縣            |        |
| 油津     |          |          | 2.2      | 46.0         | ●                   | ●    |                          | ◇                                    | 日南市            | 宮崎縣            |        |
| 大堂津   |          |          | 4.3      | 50.3         | ●                   | ｜   |                          | ◇                                    | 日南市            | 宮崎縣            |        |
| 南鄉     |          |          | 2.7      | 53.0         | ●                   | ●    |                          | ｜                                   | 日南市            | 宮崎縣            |        |
| 谷之口   |          |          | 3.1      | 56.1         | ●                   |      |                          | ｜                                   | 日南市            | 宮崎縣            |        |
| 榎原     |          |          | 4.4      | 60.5         | ●                   |      |                          | ◇                                    | 日南市            | 宮崎縣            |        |
| 日向大束 |          |          | 8.1      | 68.6         | ●                   |      |                          | ◇                                    | 串間市            | 宮崎縣            |        |
| 日向北方 |          |          | 3.2      | 71.8         | ●                   |      |                          | ｜                                   | 串間市            | 宮崎縣            |        |
| 串間     |          |          | 2.6      | 74.4         | ●                   |      |                          | ｜                                   | 串間市            | 宮崎縣            |        |
| 福島今町 |          |          | 2.8      | 77.2         | ●                   |      |                          | ◇                                    | 串間市            | 宮崎縣            |        |
| 福島高松 |          |          | 2.4      | 79.6         | ●                   |      |                          | ｜                                   | 串間市            | 宮崎縣            |        |
| 大隅夏井 |          |          | 4.9      | 84.5         | ●                   |      |                          | ｜                                   | 鹿兒島縣 志布志市 | 鹿兒島縣 志布志市 |        |
| 志布志   |          |          | 4.4      | 88.9         | ●                   |      |                          | ｜                                   | 鹿兒島縣 志布志市 | 鹿兒島縣 志布志市 |        |

1. ↑  宮崎機場線的列車全部直通至宮崎站

- ※：宮崎站－南宮崎站間是日豐本線

### 過去的接續路線
- 志布志站：
  - 大隅線 - 1987年3月14日廢除
  - 志布志線 - 1987年3月28日廢除